# Happily Divorced
Happily Divorced è una sitcom statunitense ideata da Fran Drescher e Peter Marc Jacobson. Ispirato dalle loro esperienze, la sitcom, che è diventata la terza serie originale della rete televisiva TV Land dopo Hot in Cleveland e Vi presento i miei, ha debuttato il 15 giugno 2011, e ruota attorno a una fiorista di Los Angeles che scopre che il marito con cui è sposata da 18 anni è gay.
In Italia, la serie è stata trasmessa in prima visione satellitare da Comedy Central dal 26 dicembre 2012. Il 23 agosto 2013 a causa dei bassi ascolti è stata cancellata dall'emittente.

## Trama
Fran Lovett è una fioraia di Los Angeles, che rimane scioccata quando Peter, suo marito da 18 anni, le dichiara di essere gay. I due divorziano, ma a causa delle loro povere condizioni economiche non possono permettersi di vivere separatamente. Fran deve affrontare la sua nuova condizione di single e gli aspetti inediti della sua relazione con Peter, mentre quest'ultimo cerca di trovare un compagno.

## Episodi
La serie viene trasmessa in prima visione negli Stati Uniti da TV Land.
| Stagione         | Episodi | Prima TV USA | Prima TV Italia |
| ---------------- | ------- | ------------ | --------------- |
| Prima stagione   | 10      | 2011         | 2012-2013       |
| Seconda stagione | 24      | 2012-2013    | 2013            |

## Personaggi e interpreti

### Personaggi principali
- Fran Lovett (stagioni 1-2), interpretata da Fran Drescher.
- Peter Lovett (stagioni 1-2), interpretato da John Michael Higgins.
- Judi Mann (stagioni 1-2), interpretata da Tichina Arnold.
- Cesar (stagioni 1-2), interpretato da Valente Rodriguez.
- Dori Newman (stagioni 1-2), interpretata da Rita Moreno.
- Glenn Newman (stagioni 1-2), interpretati da Robert Walden.

### Personaggi ricorrenti
- Elliot (stagioni 1-2), interpretato da D. W. Moffett.
- Marilyn (stagioni 1-2), interpretato da Renée Taylor.